# نوکیا ۹۳۰۰آی
نوکیا ۹۳۰۰آی یک‌نمونه از گوشی‌های تلفن همراه سری ارتباط شرکت نوکیا می‌باشد که توسط همین شرکت به بازار عرضه شده است.